# T-80
El T-80 es un carro de combate diseñado en la Unión Soviética que entró en servicio oficial en 1976. A su vez, el T-80 fue un desarrollo del T-64, y además fue el primer vehículo militar de producción masiva en ser equipado con una turbina de gas como motor para su movilización y propulsión (el modelo sueco Stridsvagn 103 usaba una turbina de gas suplementaria en el año 1971). Un derivado con mejoras, el T-84, sigue siendo producido en Ucrania. El T-80 y sus variantes están en servicio en Bielorrusia, Pakistán, Rusia, Corea del Sur, y Ucrania.

## Historia

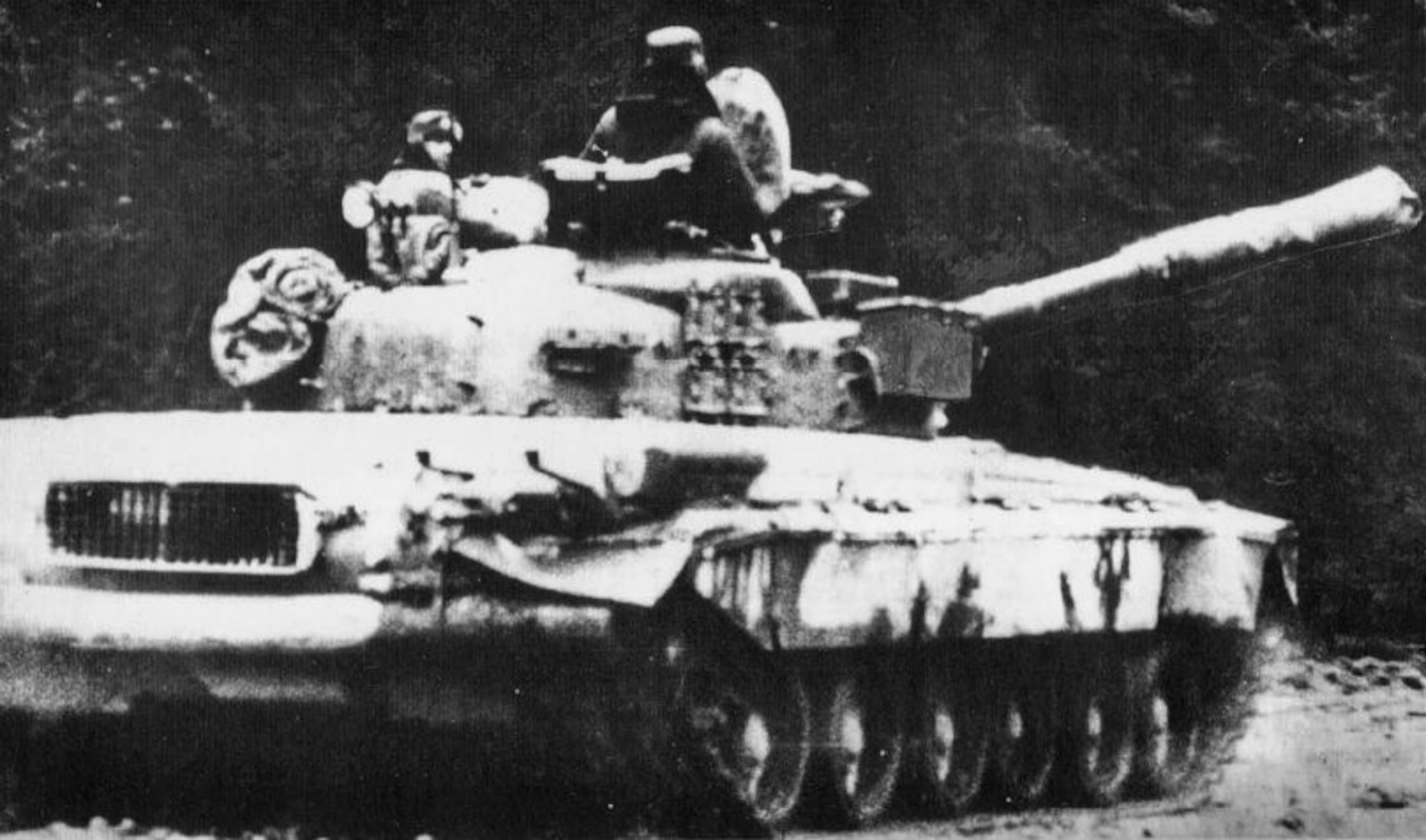
T-80 soviético durante maniobras, 25 de marzo de 1986

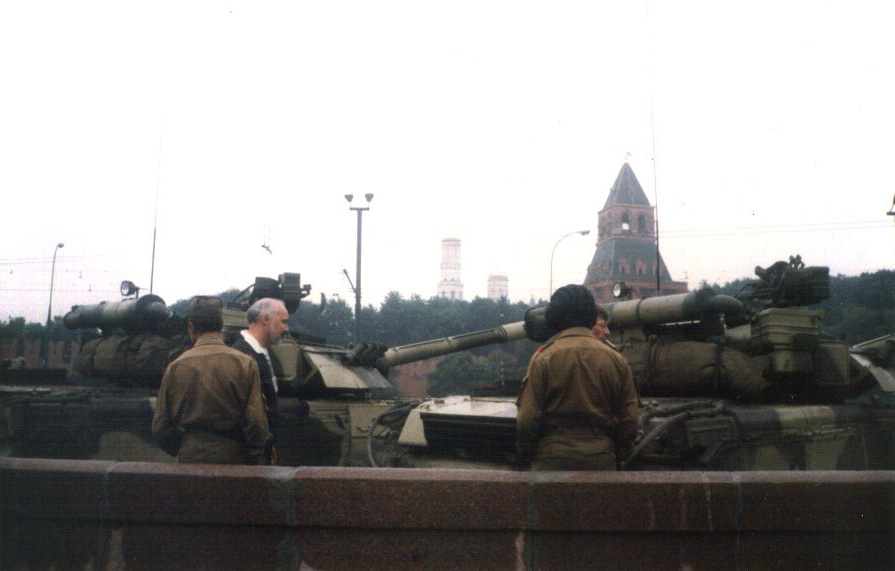
Dos T-80UD en la Plaza Roja de Moscú durante el fallido intento de golpe de Estado en la URSS en agosto de 1991

### Orígenes
El T-80 ha sido confundido por algunos analistas occidentales con el T-72 soviético, pero un rápido repaso de los carros de combate soviéticos y sus historias dan claridad: el T-80 y el T-72 son muy diferentes mecánicamente. Cada uno de ellos es el producto de dos oficinas de diseño diferentes (el T-80 viene de la Oficina de Diseño SKB-2, que actualmente se conoce como la Fábrica de Arsenales de Kirov en San Petersburgo (anteriormente Leningrado), y el T-72 viene de la fábrica Uralvagonzavod en Nizhny Tagil, Rusia), y son similares únicamente en la apariencia general. El T-80 está basado en el antiguo T-64 e incorpora características del T-72, que era un diseño complementario.
El T-64 fue el diseño usado como base, éste procedía de la Oficina de Diseño Járkov Morozov, y era un carro de combate de avanzada tecnología para la época de su producción que reemplazaría a los obsoletos tanques pesados IS-3 y T-10. El T-64 fue pionero en su momento, fue el primer tanque en tener un cargador automático y blindaje compuesto (Cerámica y acero). Con la aparición de las turbinas de gas los militares soviéticos se interesaron mucho en investigar su uso en carros de combate, ya que ofrecían muchas ventajas. 
El T-72 fue diseñado para ser un tanque de producción en masa que equiparía a las Unidades de Infantería Acorazada soviéticas, y para ser construido bajo licencia y/o exportado a países del antiguo bloque comunista. El T-72 es mecánicamente más simple y por ende es más fácil de fabricar, y entre sus ventajas está el hecho de que en el campo de batalla era más simple de realizarle mantenimiento, en tanto que el T-80 fue concebido con la idea de ser invulnerable ante los medios y armas antitanque existentes en la fecha de su producción en los arsenales de occidente, su rival ideológico.

### Diseño
La historia del T-64 continúa con el T-80. El Ejército soviético buscaba un nuevo carro que combinara todas las ventajas del T-64 con una fiabilidad mayor. El desarrollo del comienza en 1968, con la idea de crear un tanque similar al T-64, pero más moderno y mejorado.
La oficina de diseño de Leningrado mejoró el diseño inicial, introduciendo una turbina de gas en el motor, e incorporando componentes de la suspensión del T-72. Esto le dio al tanque una buena relación entre peso y velocidad, convirtiéndolo en el tanque más móvil en servicio, aunque con algunos problemas de autonomía, dado que la turbina consume grandes volúmenes de combustible aun cuando el vehículo no se encuentra en movimiento. (Posteriormente Morozov cambió la turbina de gas por un motor diésel en el diseño del T-80UD, para economizar combustible y simplificar el mantenimiento.)
Las primeras versiones del T-80 entraron en servicio en 1976. La gran mayoría se destinaron a Alemania del Este, sirviendo en las mejores unidades blindadas soviéticas. El T-80 hubiese servido junto a los T-64 como punta de lanza contra la OTAN, con el T-72 respaldando el avance de las tropas del Pacto de Varsovia.  
Mientras que el M1 Abrams también posee una turbina de gas de 1.500 hp (1.120 kW), el T-80 tiene prácticamente la mitad de su tamaño y peso; por lo tanto su maniobrabilidad es tal que se lo suele llamar el "tanque volador". El T-80 puede disparar por su cañón los mismos misiles guiados anticarro 9K112 Kobra que el T-64.
El carro de combate principal T-80U (1985, "U" por uluchsheniye ‘mejora’) fue diseñado por SKB-2 en Leningrado (casco) y la Oficina Morozov (torreta y armamento). Su planta motriz es una turbina de gas de 1250 cv (919 kW) GTD-1250. Lo que representa un adelanto con respecto a los motores GTD-1000T y GTD-1000TF que se instalaron en los modelos previos de la línea T-80. Esta turbina de gas puede utilizar combustible de aviación como también diésel y gasolina de bajo octanaje, posee una buena estabilidad dinámica, vida útil, y alta fiabilidad. La turbina de gas GTD-1250 posee un sistema automático incorporado para remoción de depósitos de polvo. Sin embargo aún posee el alto consumo de combustible del T-80, lo que fue inaceptable para el ejército ruso durante los conflictos en Chechenia. El T-80U se encuentra protegido por una armadura explosiva reactiva de nueva generación llamada Kontakt-5, que se encuentra integrada en el diseño de la torreta y el casco, y equipamiento Brod-M para vadeo de ríos profundos. Puede disparar el misil guiado 9M119 Refleks. La ametralladora del comandante accionada por control remoto se ha reemplazado por una de tipo más flexible montada en un pedestal.

### Mejoras

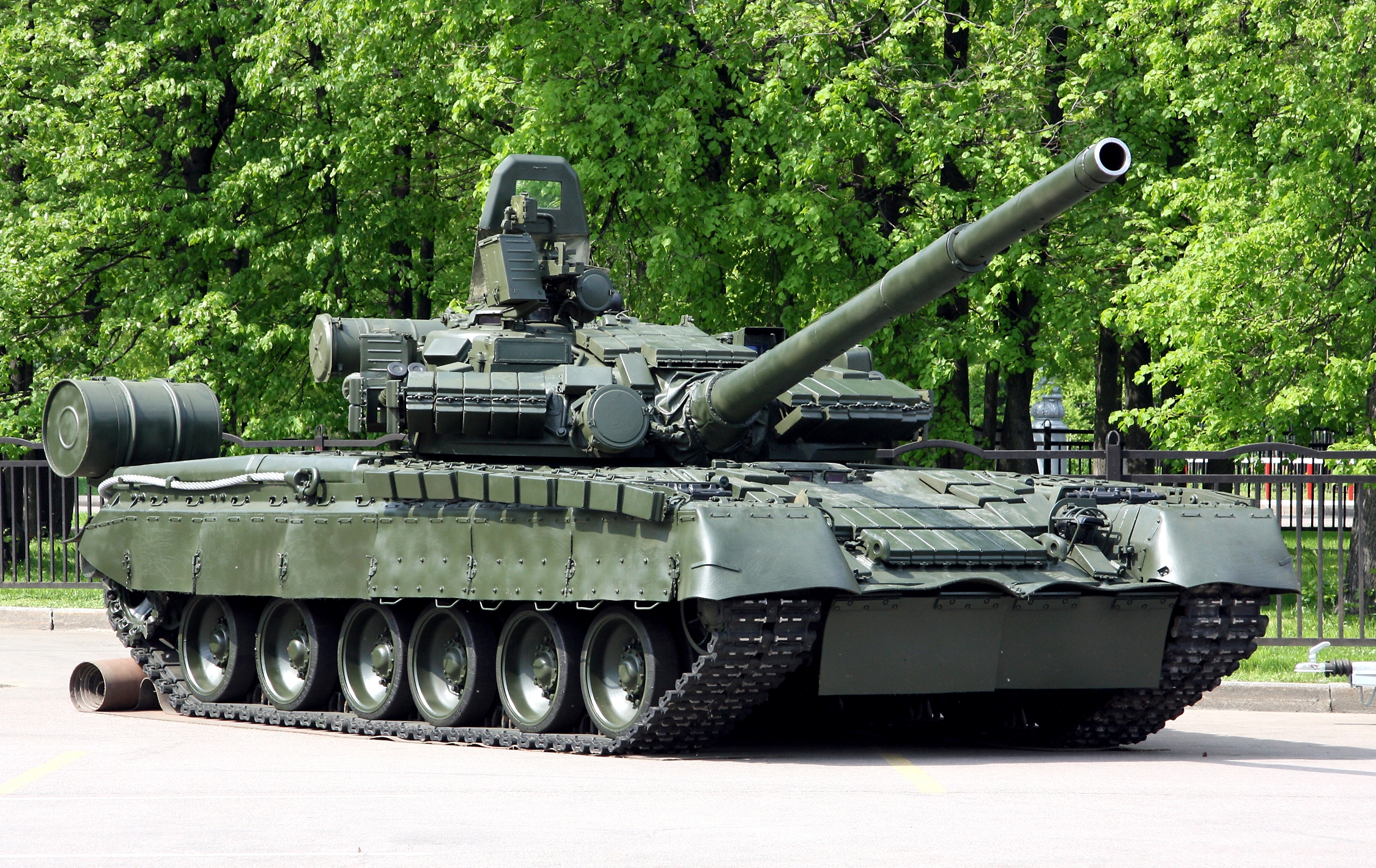
Este T-80BV dispone de blindaje reactivo adaptado a su torreta y casco. El último T-80U tiene una gran aplicación de armadura reactiva explosiva instalada, lo que proporciona una mayor capacidad de supervivencia de la tripulación y del tanque que los modelos anteriores

El T-80UM, introducido en los años 90, fue mejorado con el sistema de miras térmicas para el artillero Buran-P, y la posibilidad de lanzar el misil 9M119M Refleks-M, y luego con la llegada del cañón mejorado 2A46M4 de 125 mm, la mira para el artillero 1G46M, y la mira térmica Buran-R (TO-1KO-4 ).
Rusia años atrás se ha mostró tendente a abandonar al T-80 por su alto consumo de combustible y para la estandarización en favor del T-90 de la fábrica de Uralvagonzavod, derivado del T-72, el cual se ha exportado en grandes cantidades a la India.

## Diseño

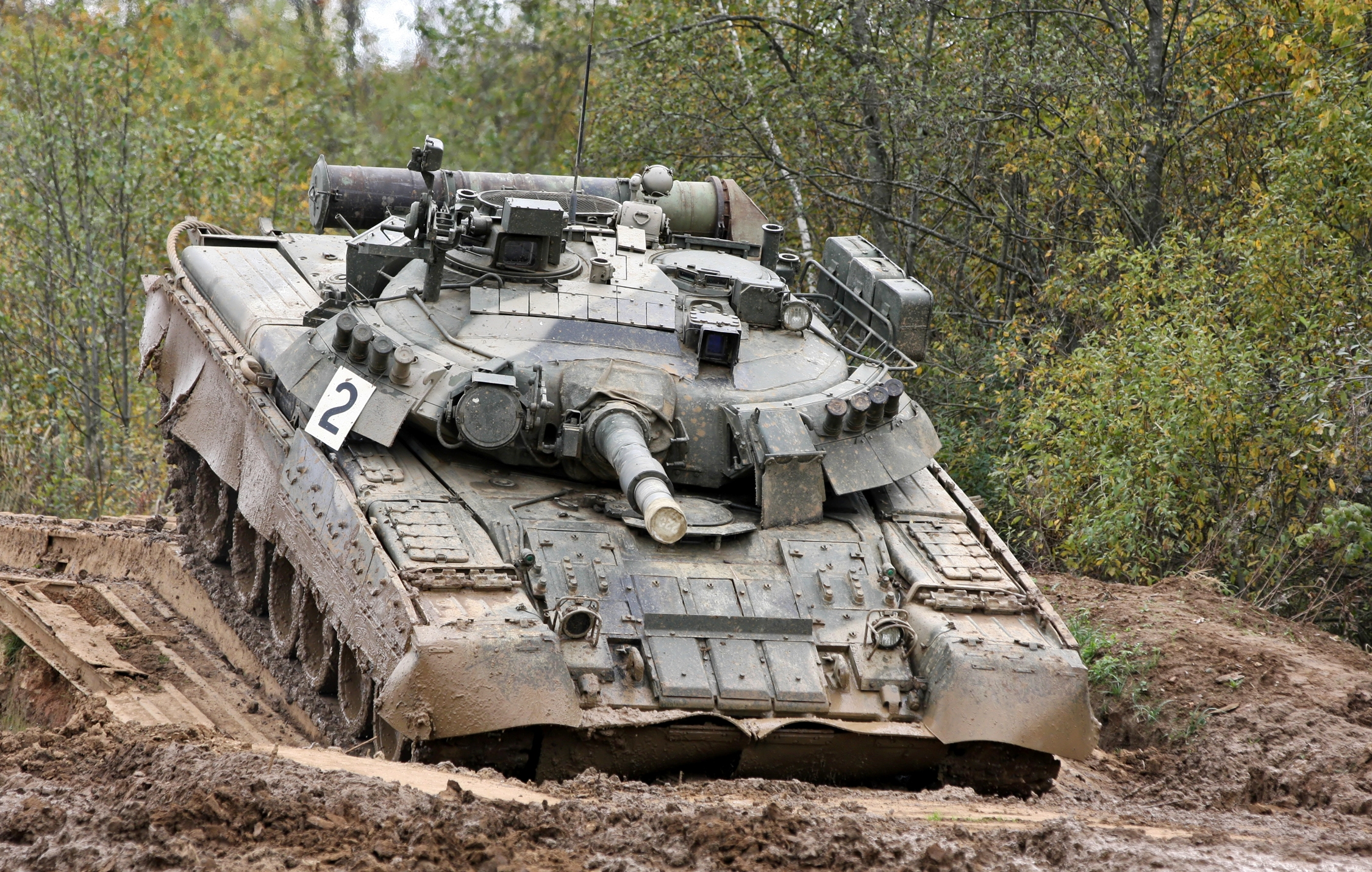
T-80U ruso de la 4.a Brigada de Tanques, 2011

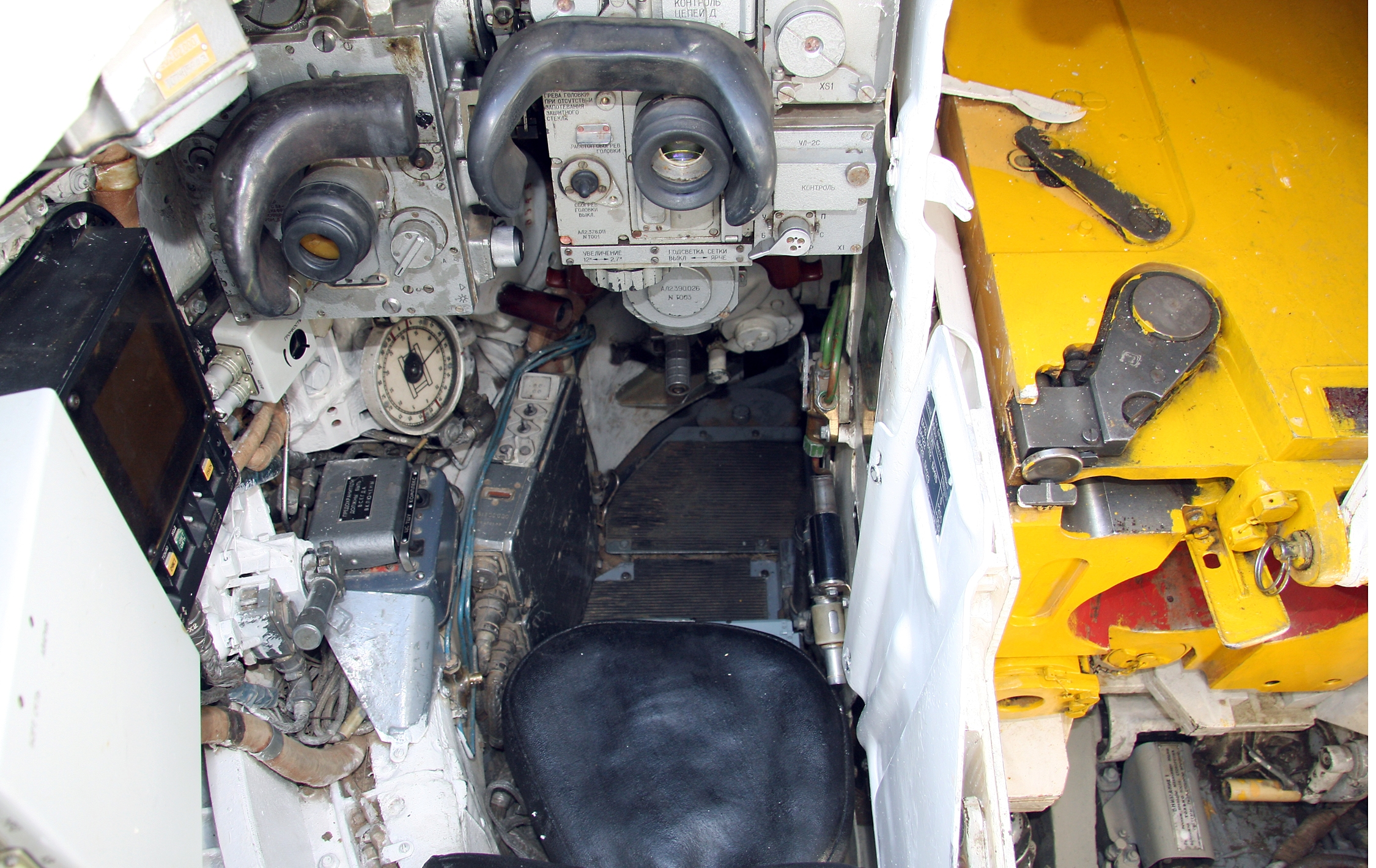
Posición de artillero del T-80U

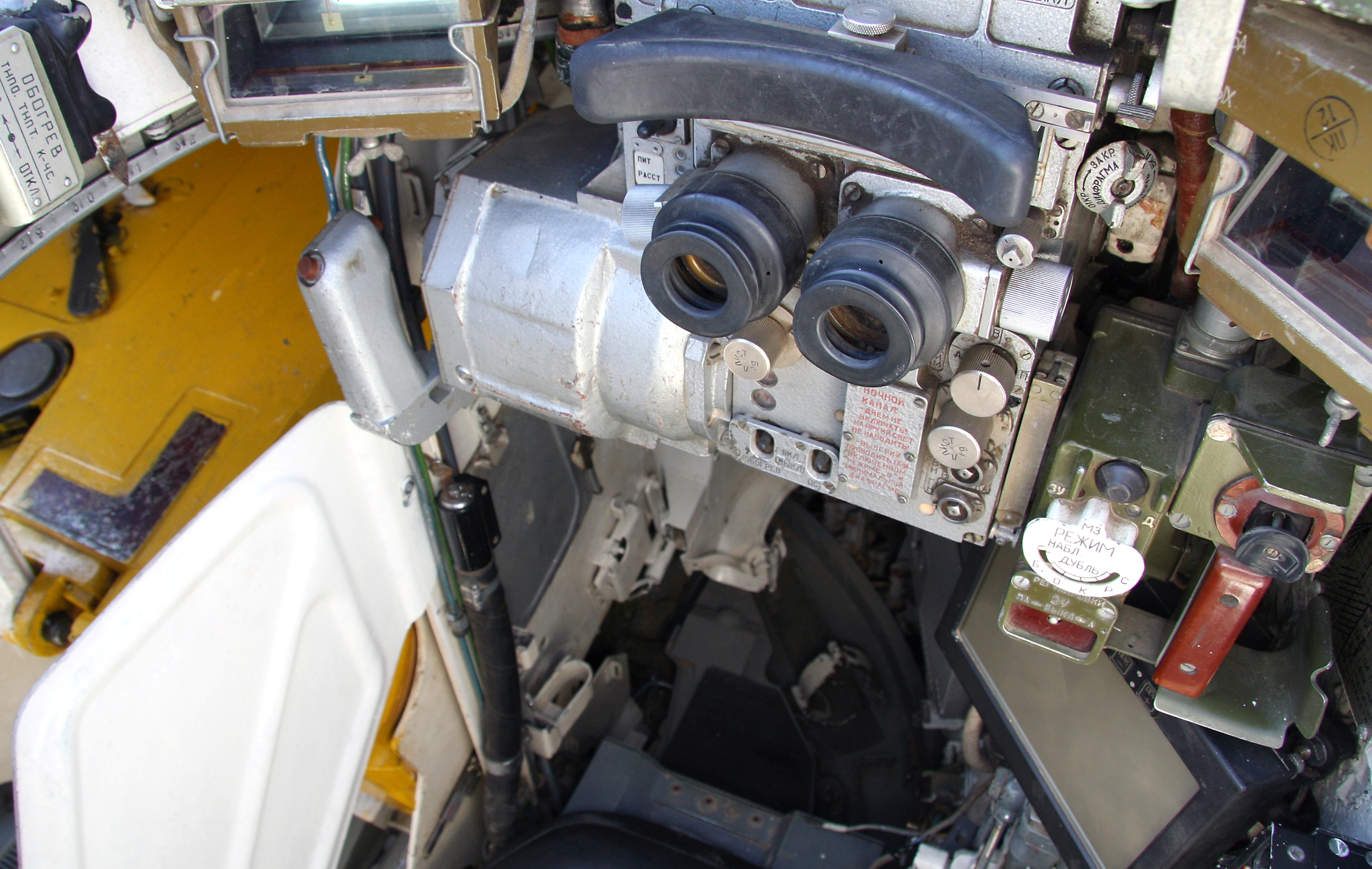
Puesto de comandante del T-80U

Una de las ventajas características del T-80 es su pequeño tamaño (por lo menos la mitad o tres cuartos del M1 Abrams, dependiendo del aspecto) y volumen interno óptimo (tal vez la mitad del M1, pero un poco más de espacio para el equipo que en el T-72). Esto da una buena proporción entre volumen y blindaje.
Excepto en las versiones más modernas del modelo (como por ejemplo el T-84 Oplot), la munición es almacenada en la zona más protegida - inmediatamente debajo de la tripulación dentro del habitáculo en el dispositivo de carga automática. Esta característica posee la desventaja que si el tanque es penetrado por un proyectil, la munición puede detonar debido por la alta temperatura que se produce en el habitáculo, matando a la tripulación y haciendo volar la torreta por los aires. En la mayoría de los modelos occidentales, como el M1 Abrams, solo una parte de la munición se almacena dentro del habitáculo y también puede detonar; sin embargo, para proteger la tripulación, esta munición por lo general se almacena en un compartimento a prueba de explosiones provisto de paneles expulsables en caso de que llegue a detonar. El dispositivo de carga automática posee una velocidad de recarga de proyectiles entre 7,1 a 19,5 segundos dependiendo de la posición inicial del dispositivo.
La turbina de gas ofrecía varias ventajas. A diferencia del motor diésel, el T-80 estaba listo para funcionar tres minutos después de la puesta en marcha y no a los 30 minutos como en el caso del T-72. Además, el nuevo motor ofrecía al tanque grandes ventajas de velocidad y maniobrabilidad. En su momento el T-80 era el primer tanque ruso que podía desplazarse por terrenos escarpados a velocidades superiores a 50 km/h. El motor era también la principal deficiencia del T-80, por su apetito insaciable por el combustible. El T-80 podía consumir de 2 a 4 veces más combustible que el T-72. Sin embargo, con la estandarización de todos los T-80 a la versión T-80UVM, éstos tanques tendrán motores diésel de alto rendimiento.

## Historial de combate

### Guerra Fría
El T-80 hubiese sido, junto a los T-64, la punta de lanza en una guerra en Europa. Hubieran encabezado el avance, con el T-72 respaldándolos. Su gran velocidad y agilidad debería, según pensaban los soviéticos, desbordar las defensas occidentales. El ejército soviético denominó al T-80 el tanque de la Mancha, en referencia al canal de la Mancha. Según la propaganda rusa en 5 días los tanques podrían llegar hasta allá. El T-80 fue concebido con la idea de ser invulnerable a las armas antitanque existentes en su época.

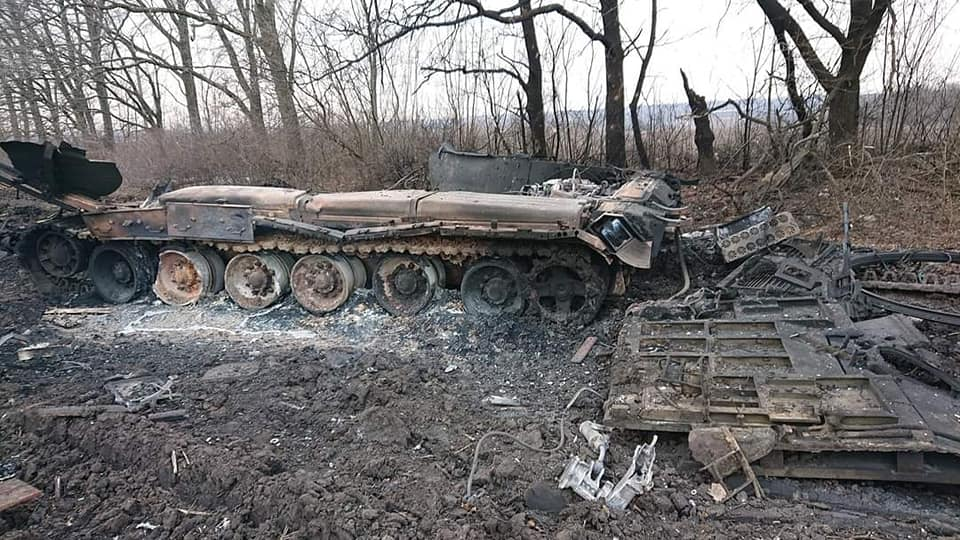
Tanque ruso T-80 destruido por NLAW durante la invasión rusa de Ucrania en 2022.

### Guerra Ruso-ucraniana
- Invasión rusa de Ucrania de 2022

## Variantes

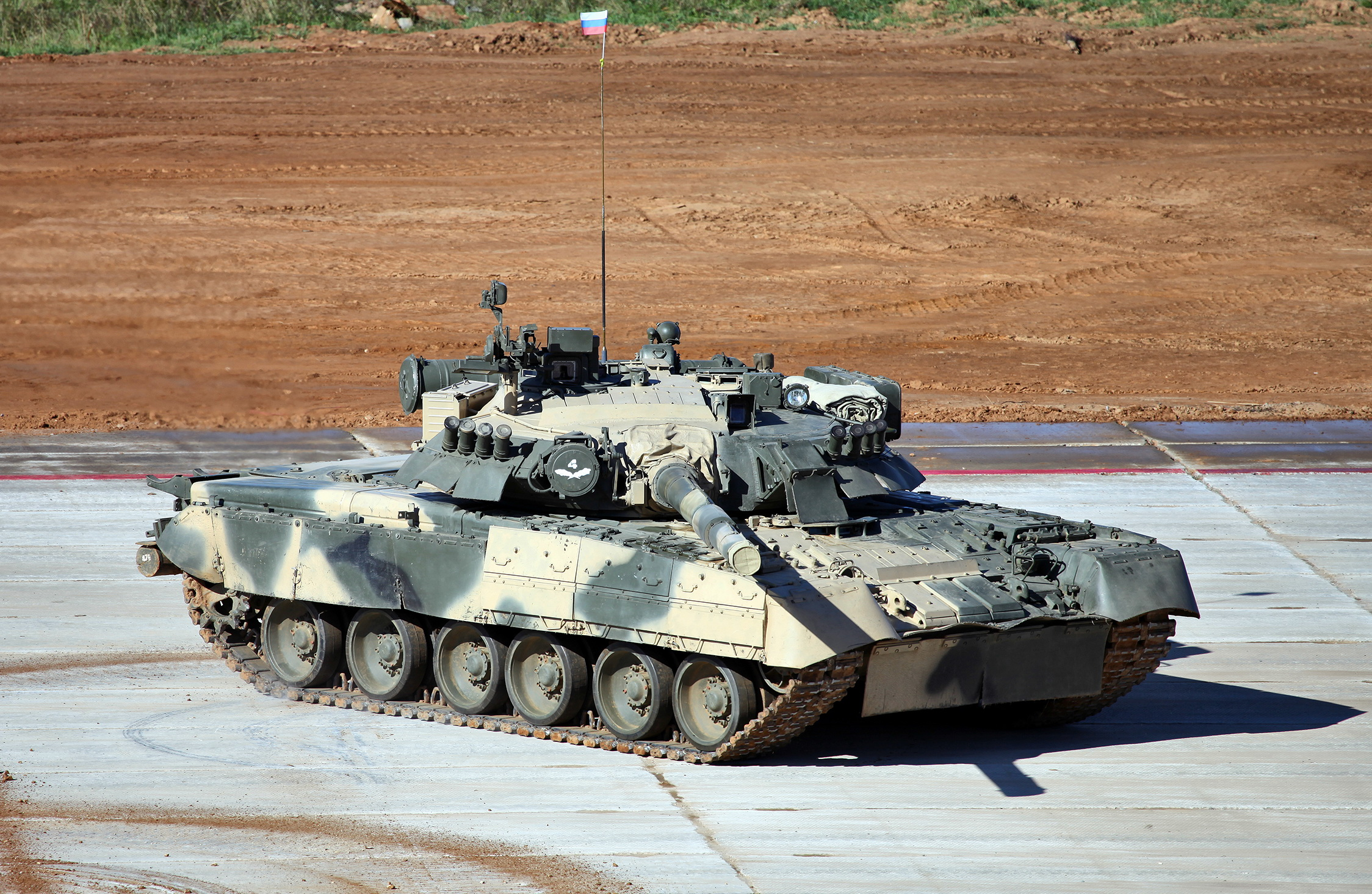
T-80U

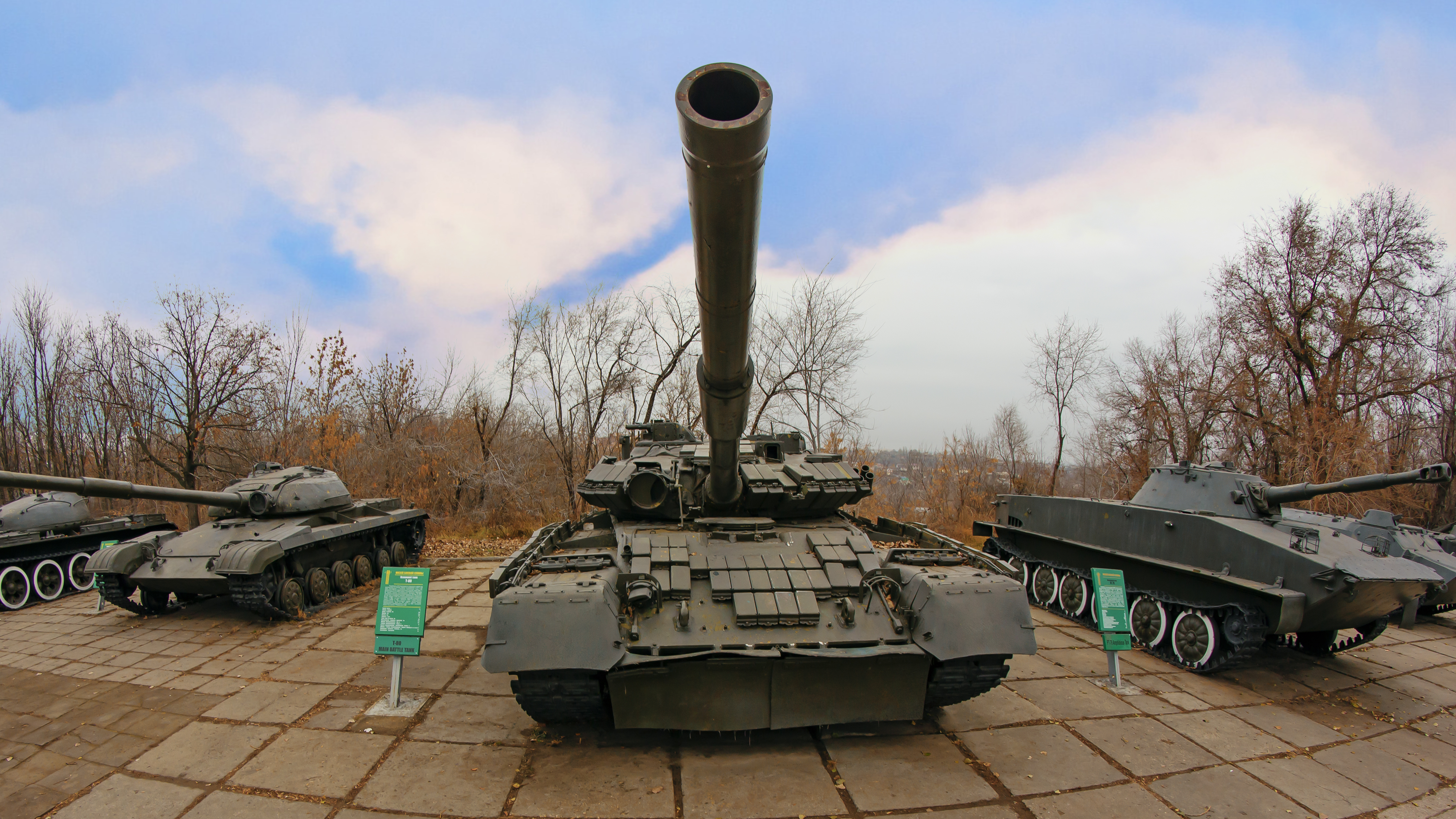
T-80

Tanques de mando con el equipo de radio adicional tienen una K añadida a su designación para komandirskiy ("mando"), por ejemplo, T-80BK es la versión del comando de la T-80B. Versiones con blindaje reactivo añaden la V, por vzryvnoy ("explosivo"), por ejemplo T-80BV. Versiones más baratas,sin capacidad de misiles, tienen un 1 añadido, como T-80B1.
- T-80 (1976) - El primer modelo en ser producido, básicamente un T-64 con mejoras en el motor.
- T-80B (1981) - Nuevo blindaje de cerámica.
- T-80BV (1985) - Blindaje mejorado con bloques reactivos "Kontakt-1".
- T-80U (1985) - Nueva torreta, blindaje mejorado "Kontakt-5".
- T-80U(M) - Capacidad de fuego mejorada.
- T-80UD - Diseño ucraniano con motor diésel, exportado a Pakistán.
- T-80UK, T-80UDK - Versión de comando, con mira infrarroja, GLONASS, APS y otros equipos adicionales, tanque de exportación en los 90's.
- T-80UE (1999) - una variante más barata, básicamente una simplificación del T-80UK.
- T-80UM - Versión rusa, que cambió la mira infrarroja por una mira térmica.
- T-80UM2 - Prototipo ruso con sistema de protección activa Drozrd-2 (Zaloga 2000:4).
- Águila Negra (Чёрный орёл) - prototipos rusos de demostración, con nuevas torretas de ametralladora y equipos adicionales.
- T-84 - Diseño ucraniano del T-80UD, incluyendo al T-84U, T-84 Oplot, y el T-84 Yatagan.
- T-80BVM (2017): Utiliza el blindaje "Relikt", mira de artillero PNM Sosna-U (como en el T-90, T-72B3), y contiene actualizaciones de varios otros sistemas.

#### T-80 (1976)
Esta primera versión fue construida en una pequeña cantidad. Era muy parecido al T-64A, con la misma torre pero incorporaba una turbina de gas GTD-1000T de 1000 caballos. El motor le daba una movilidad y prestaciones muy superiores al T-64, equipado con un motor diésel. Debido al nuevo motor, se tuvo que modificar la suspensión, orugas y el tren de rodamiento. El tanque puede parar en seco con solo cambiar la dirección de los gases del escape.
- Tripulación de 3: comandante, artillero y conductor. Los 2 primeros en la torre y el tercero al frente.
- Armado con cañón de 125mm 2A46-1 con un estabilizador 2E28M. Puede emplear tres tipos de municiones: APFDS (munición perforante para uso contra otros tanques), HE (Explosiva) y HE-FRAG (Explosiva y fragmentación).
- Telemetro TPD-2-49 estabilizado en el eje vertical. El error medio al estimar la distancia de un 3%. Los parámetros como la velocidad del tanque o el tipo de proyectil, son introducidos automáticamente en la dirección de tiro, haciendo que la mira se desplace en el eje vertical.
- Sistema de visión nocturno TPN-1-49-23, utilizado en el T-64A.
- Armamento secundario de ametralladora coaxial PKT de 7,62mm y otra pesada de 12,7mm NSVT.
- Cargador automático en forma de carrusel instalado en el piso de la torre. Las munición se lleva del siguiente modo: 28 proyectiles instalados en el carrusel y 10 adicionales en el compartimiento de la tripulación. Cadencia de fuego de entre 6 y 8 disparos por minuto.

Posteriormente se instaló el telémetro láser TPD-K1 y se habilitó para disparar misiles. También se aplicaron mejoras en la coraza frontal.

#### T-80B (1978)
Se comienza a producir en 1978 e incorpora mejoras en potencia de fuego, motorización y protección. Esta versión tiene una dirección de tiro 1A33, que incluye un ordenador balístico 1V517, un telémetro láser 1G42, la estabilización 2E26M, un equipo de guiado 9K112-1 para misiles y un visor nocturno TPN-3-49. Esta versión es la más común en el Ejército Ruso, ya tuvo varios años de producción masiva. 
Los misiles AT-8 podían ser disparados contra objetivos terrestres o helicópteros. El sistema 9K112 permite a disparos simultáneos contra un mismo objetivo y en desplazamiento a velocidades de hasta 70km/h. El fuego en movimiento es efectivo hasta 30 km/h, tanto con proyectiles como con misiles.
Se instaló una versión mejorada de la turbina de gas, GTD-1000TF que aumentó la potencia hasta 1.100 caballos. En la torre se instaló una nueva coraza cerámica compuesta K, que aumenta la protección frente a munición perforante. En 1978 también se introdujo la versión BK de mando, con un sistema de radio y navegación más avanzado. Esta versión no dispone de capacidad de disparar misiles antitanque y su munición es reducida hasta 27 proyectiles. 
Se irían aplicando mejoras y nuevos equipos. La más importante ocurrió en 1980, cuando se monta la torre del T-64B. Como consecuencia su blindaje en la torre contra proyectiles cinéticos aumenta de 410mm a 520mm. En 1982 se instaló una dirección de tiro mejorada 1A33-1 y el cañón 2A46M-1, más preciso y con una vida útil más larga. En 1984 se añade una placa de 30mm de acero reforzado en la barcaza. A mediados de los 80 se instaló el estabilizador 2E42. 

### Vehículos especiales
- BREM-80U - Vehículo blindado de recuperación (VBR) basado en el T-80U, con una grúa de 80 toneladas, aparentemente muy potente (en comparación con antiguos VBR soviéticos que tenían grúas de menor tonelaje).

- BREM-84 - VBR de origen ucraniano que utiliza el chasis del T-80 pero con el motor diésel del T-72.

- MTU-80 - vehículo posapuentes blindado (VPPB) basado en el T-80.

- PTS-4 - Vehículo de carga anfibio basado en el T-80.

- Ladoga - Un transporte blindado de personal (TBP) concebido para la evacuación del gobierno soviético desde el Kremlin hasta el aeropuerto más cercano en caso de ataque nuclear/químico/bacteriológico. El Ladoga usa las orugas, así como la suspensión y la turbina propulsora del T-80, en un casco equipado con una cabina especial que protege a sus 2 tripulantes y a los 4 pasajeros que puede transportar de la contaminación exterior, sea ésta de origen radiactivo, químico o bacteriológico.

- Msta-S - Obús autopropulsado de 152 mm, que utiliza el chasis del T-80 pero con el motor diésel del T-72.

- 2S30 Iset - Versión de exportación del 2S19, equipada con un cañón de 155 mm compatible con munición estándar de la OTAN.

## Usuarios

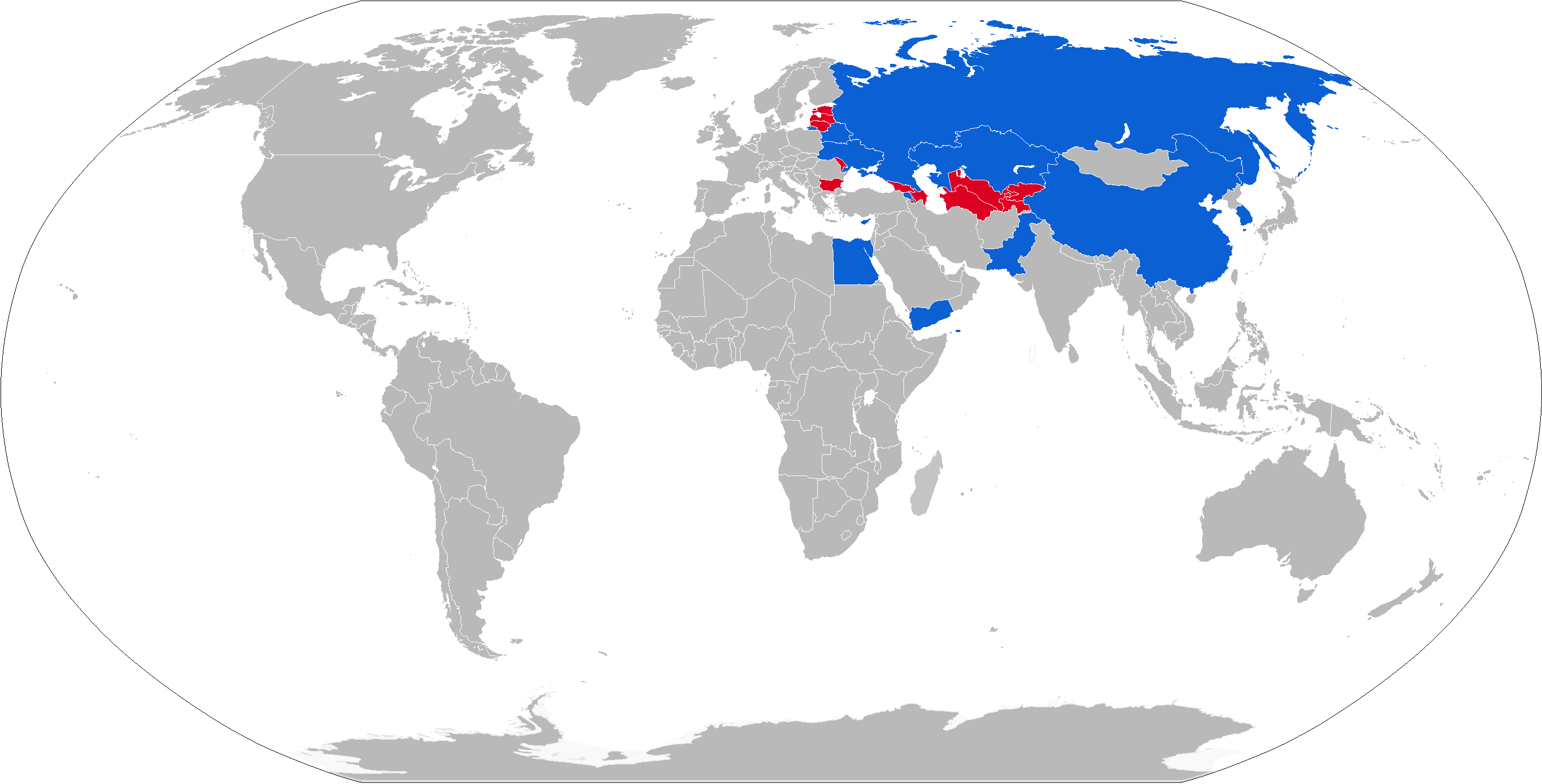
Mapa de operadores T-80 en azul y antiguos operadores en rojo.

### Actuales
- Ucrania

271 Unidades; siendo su construcción hecha en esta nación durante la era soviética, en algunos casos se suele asociar que han sido reformados al estándar T-84, o que usan a los T-64 que dispone el ejército ucraniano para su reparación, o que han sido usados como posapuentes, y cuyo estado de servicio es deplorable. Existe una disputa entre Rusia y esta nación, ya que los T-80 vendidos a Pakistán usan partes con patentes que hoy día son propiedad de la industria rusa.
- Azerbaiyán

10 Unidades en 2004.
- Bielorrusia

92 Unidades del T-80UD
- Chipre

41 Unidades del modelo T-80U.
- Corea del Sur

El Ejército de la República de Corea adquirió 33 carros de combate T-80U y 2 tanques T-80UK a cambio de que Rusia anulara la deuda a Corea del Sur que fue contraída durante la existencia de la URSS (Originalmente estaban planeados 80 carros de combate T-80U).
- Pakistán

En agosto de 1996 Pakistán decidió comprar 320 tanques T-80UD de Ucrania por 580 millones de dólares. Después de las primeras 15 entregas a Pakistán en febrero de 1997, Rusia protestó porque el T-80UD tiene algunas patentes de propiedad intelectual rusa y según por ello Ucrania no puede exportarlo, pero el fabricante la KMDB asegura que esto se debe a la confusión surgida en cuanto al origen del armamento anterior a la Unión Soviética, en donde cada parte era realizada en diferentes naciones, siendo el T-80 propiamente ruso, mas no el total de sus diferentes versiones. Ucrania pudo distribuir 20 T-80UD más hasta mayo de 1997. El contrato fue completado con la entrega de 285 tanques T-84 ucranianos (Ob.478BE) en lugar de T-80UD. Algunas fuentes aseguran que los tanques usados por Pakistán no pueden ser T-80UD pero sí T-80U.
- Rusia

6.000 unidades aproximadamente así:
- 4.500 T-80U, T-80UM, T-80UD en servicio activo.
- 1.456 T-80U, T-80UM, T-80UD en la reserva (Al menos se estima que hay 460 T-80UD en servicio con la 2.ª División de Guardias del regimiento de Fusileros Motorizados Tamanskaya y la 4.ª División División de Guardias del regimiento de Fusileros Motorizados Kantemirovsk) Existe un número de carros en proceso de modernización y mejora. En 2019 se realizan las pruebas en condiciones extremas.

### Anteriores
- Unión Soviética

Pasados a los estados sucesores.

### Posibles usuarios
- Perú

En el año 2009, el Ejército Peruano inició un proceso para la compra de algún tanque de combate que le permitiera renovar su flota de blindados, reemplazando a los viejos T-55 que, con cerca de 40 años en servicio, ya habían dejado de considerarse adecuados para cumplir con su función. A fines del 2010, aún durante el gobierno de Alan García y, como resultado de algunas negociaciones con el gobierno chino, se recibieron para pruebas algunos ejemplares del modelo chino MBT-2000. Posteriormente, cualquier posibilidad de adquirir los tanques chinos fue descartada por su sucesor, Ollanta Humala, decidiéndose por continuar buscando otras alternativas y seguir evaluando otros modelos, por considerarse que el tanque chino no cumplía con los requerimientos y las especificaciones exigidas por los evaluadores técnicos del ejército.
Esto trajo como consecuencia que en el año 2013 se presentan para elección en la citada licitación el T-80 junto al T-90S rusos, así como al Leopard 2A4 y A6 alemanes, los BM Oplot y BM Bulat ucranianos. Al mes de septiembre del 2013, tan sólo el T-80 junto al T-90S permanecen en las pruebas, junto al T-84 ucraniano y al M1A1 Abrams estadounidense, sin decidirse hasta la fecha un ganador final para dicha competición, a pesar de las visitas del canciller ruso Serguéi Lavrov a tierras peruanas en fechas recientes, cuando se ha indicado el aumento de la cooperación de Rusia en distintas ramas dentro del Perú, incluida la militar y de defensa.

### Vehículos similares
- M1 Abrams
- Merkava
- Challenger 1
- TR-125
- T-84 "Oplot-M"
- 1K17 Szhatie
- MİTÜP Altay

### Listas relacionadas
- Anexo:Tanques de combate principal por generación

### En español
- El tanque ruso T-80

### En inglés
- Pakistan Main Battle Tank T-80UD (enlace roto disponible en Internet Archive; véase el historial, la primera versión y la última). (inglés)
- Járkov Morozov Machine Building Design Bureau —Ukrainian producer of the T-80. KMDB's pages for T-80UD, T-84, y Oplot (inglés)
- Main Battle Tank T-80U Archivado el 9 de mayo de 2008 en Wayback Machine. (inglés)
- Army Technology: Información sobre el T-80U (inglés)
- T-80U MBT, T-80UM1 BARS MBT, T-80B MBT y T-80UD MBT en army-guide.com (inglés)
- T-80U Main Battle Tank (inglés)
- Tanknet forums (inglés)

- Datos: Q237135
- Multimedia: T-80 tanks / Q237135